# Pseudicius cultrifer
Pseudicius cultrifer là một loài nhện trong họ Salticidae.
Loài này thuộc chi Pseudicius. Pseudicius cultrifer được Lodovico di Caporiacco miêu tả năm 1948.